# Most Juscelino Kubitschek
Most Juscelino Kubitschek (portugalski: Ponte Juscelino Kubitschek) je čelični asimetrični most u Brazilu koji premošćuje jezero Paranoá u gradu Brasília. Povezuje južni dio jezera i središnji dio grada preko središnje avenije Eixo Monumental. Otvoren je 15. prosinca 2002. godine. Dužina mosta iznosi 1200 metara, širok je 24 i visok 60 metara. Ima kolničku traku s po tri prometne trake u oba smjera i dva nogostupa širine 1,5 metara za bicikliste i pješake.
Nazvan je prema Juscelinou Kubitscheku, bivšem predsjedniku Brazila koji je krajem 1950-ih dao sagraditi grad Brasilia kao novi glavni grad države. Most je dizajnirao arhitekt Alexandre Chan i građevinski inženjer Mário Vila Verde.

## Vanjske poveznice
- (port.) Slika mosta u 360o  Arhivirana inačica izvorne stranice od 25. veljače 2011. (Wayback Machine)
- Satelitska slika na Google Maps